# Grigore-Adrian Peiu
Grigore-Adrian Peiu (n. 25 iulie 1978) este un senator român, ales în 2024 din partea SOS. Pe 21 iunie 2025, el a fost exclus din partid împreună cu Rodica Cușnir.